# Kjell Arild Pollestad

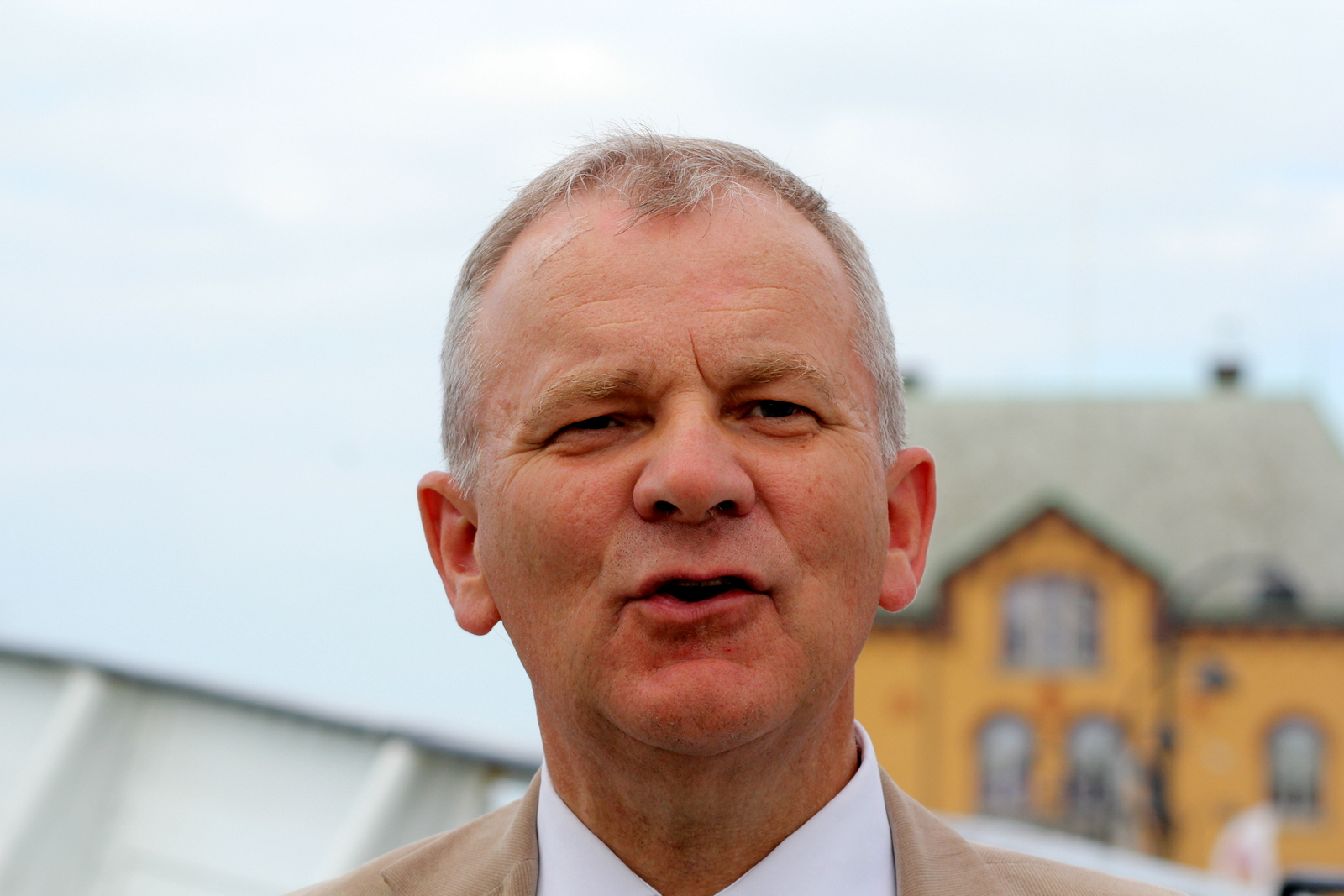
Kjell Arild Pollestad

Kjell Arild Pollestad OP (* 27. Mai 1949 in Hå, Jæren) ist ein norwegischer katholischer Ordensgeistlicher und Schriftsteller.
Pollestad studierte Russisch und Theologie an der Universität Oslo. Er beherrscht mehrere Sprachen und ist für seine philologischen Kenntnisse bekannt.
1975 konvertierte er zur Katholischen Kirche und trat dem Dominikanerorden bei. 1980 wurde er in Oslo zum Priester geweiht. Neben ordenseigenen Aufgaben war er mehrere Jahre als Pfarrer der katholischen Gemeinde in Tønsberg tätig.
Wie seinerzeit der Pater Hallvard Rieber-Mohn katholische Kultur, Glaubensleben und Gedankengut einem breiten Publikum in Norwegen zugänglich machte, folgt er der Spur seines Lehrers und Freundes. Mit Essays und Plaudereien, oft mit einem heiteren Einschlag zusätzlich zum Gedanken weckenden Hauptthema, gewann er eine große Leserschar und steht für viele Norweger als Bild für einen toleranten und lebensfrohen Katholizismus, mit Verbindungen sowohl zu kulturradikalen Kreisen auf der einen Seite wie auch zu traditionell tief lutherischen Kreisen andererseits. Dieses ausgesprochen liberale Bild hat ihn zu einer umstrittenen Person innerhalb der katholischen Kirche in Norwegen gemacht. 
Als katholischer Autor folgt er der epistularischen Tradition, indem er in plauderhaften Büchern pointierte Briefe und Betrachtungen über große und kleine Themen verfasst, gerne dem eigenen Leben entnommen, ohne verkünderhaften Ton, aber mit religiösem Aspekt im Unterton. In anderen Büchern finden sich reine Monografien über Landschaft und Kultur, die den Verfasser interessierten, wie Min Islandsferd (1986), und 17. mai i Samarkand (1988), die sich aber später dem Bekennenden und Religiösen annähern, wie Paven i Rom (1989) und Bernadette (2006). 1990 erhielt er den Literaturpreis Cappelenprisen. Er hat auch den griechischen Nationaldichter Konstantinos Kavafis ins Norwegische übersetzt.
Als Verkünder, Verfasser, Vortragender und kundiger Reiseführer, auch als einer von drei Moderatoren (zusammen mit Thomas Thiis-Evensen und Jan E. Hansen) der  Dokumentarserie Tre muntre herrer i Roma im NRK hat Pollestad anscheinend ein größeres, allgemeines Publikum gefunden als je ein anderer katholischer norwegischer Geistlicher nach der Reformation. 
Seit 2005 lebt Pollestad in einem Dominikanerkloster in Paris.
Er ist Mitglied der Norwegischen Akademie für Sprache und Literatur.

## Bibliografie
- Lofottorsk på nonnebord, Essays (1984)
- Min Islandsferd (1986)
- Skål for Norge (1987)
- 17. mai i Samarkand (1988)
- Paven i Rom (1989)
- Veien til Rom – hvordan jeg ble katolikk (1990)
- Maten er halve føda (1991)
- Humørpiller. Muntre epistler i utvalg (1992)
- Pater Hilarion (1993)
- Parabol (1996)
- Therese (1997)
- Veier overalt (1998)
- Livet er bedre enn sitt rykte (1999)
- Kirkeliv i nord før Svartedauden (2001)
- Übersetzung in Gedichtform, Auswahl und Vorwort zu Konstantinos Kavafis: Siden jeg ikke kan tale om min kjærlighet (2002)
- Gleden er gratis (2002)
- Samtaler med Horats – Dagbok 2000–2004 (2004)

| Personendaten    | Personendaten                                     |
| ---------------- | ------------------------------------------------- |
| NAME             | Pollestad, Kjell Arild                            |
| ALTERNATIVNAMEN  | Pollestad, Kjell Arild OP                         |
| KURZBESCHREIBUNG | norwegischer Ordensgeistlicher und Schriftsteller |
| GEBURTSDATUM     | 27. Mai 1949                                      |
| GEBURTSORT       | Hå, Jæren                                         |